# Éric Ferreux
Pas d'image ? Cliquez ici
Éric Ferreux, né à Paris le 24 mai 1957, est un pilote automobile suisse, engagé en rallyes automobiles.

## Biographie
Il a terminé 3e au Rallye du Var 1985 sur Renault 5 Turbo Tour de Corse, Il a terminé 14e du rallye Monte-Carlo en compétitions internationales en 1989, associé à Serge Audemars (son copilote habituel) sur Renault 5 GT Turbo.

## Palmarès

### Titres
- Quadruple Champion de Suisse des Rallyes (avec S.Audemars): 
  - 1983, sur Porsche 911 SC;
  - 1984, sur Renault 5 Turbo;
  - 1985, sur Renault 5 Turbo;
  - 1987, sur Renault 11 Turbo.

### 14 victoires en championnat Suisse
- Rallye de Court: 1983 et 1984;
- Rallye Alpes Vaudoises: 1984;
- Rallye Saint-Cergue: 1984;
- Rallye Vin et Valais: 1984;
- Rallye Genève - Le Salève: 1985 et 1987;
- Rallye de Lugano: 1985;
- Rallye della Lana: 1985;
- Critérium Jurassien: 1987;
- Rallye Württenmberg: 1987;
- Rallye Varèse: 1987;
- Rallye du Valais: 1987.
- Rallye de Saint Cergue: 1996